# Andreas Palicka
Andreas Palicka (ur. 10 lipca 1986 w Lund) – szwedzki piłkarz ręczny pochodzenia czeskiego, reprezentant kraju grający jako bramkarz. Obecnie występuje w drużynie Paris Saint-Germain Handball.

## Sukcesy

### klubowe
- mistrzostwo Niemiec  2009, 2010, 2012, 2014, 2015, 2017
- puchar Niemiec  2009, 2011, 2012
- Liga Mistrzów  2010, 2012

### reprezentacyjne
Mistrzostwa Europy:
- 2022
- 2018

Mistrzostwa Świata 
- 2021